# Щедровка (Чертковский район)
Щедро́вка — село в Чертковском районе Ростовской области.
Административный центр Щедровского сельского поселения.

## Население
| 2010 |
| ---- |
| 682  |

## Улицы
| - ул. Криничная, - ул. Луговая, - ул. Пролетарская, - ул. Речная, - ул. Садовая, | - ул. Свободы, - ул. Сенная, - ул. Советская, - ул. Цветочная, - ул. Южная. |

## Известные жители
- Сарана, Иван Петрович (1912—1944) — советский танкист-снайпер, младший лейтенант, Герой Советского Союза. Пионерская дружина, существовавшая в школе села, носила его имя.